# Acartauchenius planiceps
Acartauchenius planiceps é uma espécie de aranhas da família Linyphiidae encontradas na Argélia. Foi descrita pela primeira vez em 2002.